# Pedro Krusten
Pedro Krusten (eigentlich Peeter Krustein) (* 9. Maijul. / 21. Mai 1897greg. in Muraste, Gouvernement Estland, heute zu Harku; † 14. Januar 1987, Washington, D.C.) war ein estnischer Schriftsteller.

## Leben
Pedro Krusten wurde 1897 als Sohn eines Gärtners geboren und war der ältere Bruder von Erni Krusten. Er ging in Rannamõisa und Tallinn zur Schule und war ab 1917 in der Zarenarmee. Im russischen Bürgerkrieg kämpfte er eine Zeitlang auf der Seite der Bolschewiki, entschied sich 1921 aber, nach Estland zurückzukehren. Danach arbeitete er einige Jahre als Gerichtsbeamter und ab 1926 als Journalist. Während der ersten sowjetischen Besetzung von Estland 1940/41  war er in einem Verlag tätig, während der nachfolgenden deutschen Besatzung wieder als Journalist. 1944 ging er ins Exil und lebte einige Jahre im Flüchtlingslager in Geislingen. 1950 emigrierte er in die USA und ernährte sich zunächst von Gelegenheitsarbeiten. Von 1951 bis 1967 arbeitete er bei der Redaktion der Voice of America in Washington, D.C. Hier starb er 1987. 1992 wurde seine Asche nach Tallinn überführt.

## Werk
Krusten debütierte 1923 mit Gedichten in der Zeitschrift Looming. Sein erstes Buch erschien 1928, nachdem sein Roman Herzensruhe beim Romanwettbewerb des Loodus-Verlags den 3. Preis gewonnen hatte. Er bildet eine Dilogie mit dem 1932 erschienenen Roman Der rote Offizier und trägt autobiographische Züge, indem der Werdegang eines jungen Mannes in den unruhigen Zeiten von Revolution und Weltkrieg geschildert wird.
Höher wird innerhalb der estnischen Literaturgeschichte seine Kurzprosa bewertet, die "zum Besten der estnischen Literatur" gehört. Krusten gehörte in den 1930er-Jahren zu den meistpublizierten Novellisten in Looming. Seine Novellen waren vor allem psychologisch gestaltet und wiesen am Anfang noch leicht feuilletonistische Züge auf. In ihnen erkannte die zeitgenössische Kritik bald Parallelen zu Peet Vallak, was damals das höchste Lob war.
Nach dem Krieg publizierte er mehrere Werke über seine teilweise dramatische Flucht. Die Erfahrung des Flüchtling-Seins und des Exils blieben eines der Hauptthemen des Autors. Daneben publizierte er aber weitere Romane über die gesellschaftlichen Veränderungen in Estland von der Mitte des 19. Jahrhunderts bis zum Vorabend der Unabhängigkeit.
Außerdem verfasste Pedro Krusten im Exil auch Kinderliteratur. Ebenso ist er als begabter Zeichner in Erscheinung getreten.

## Bücher

### Romane
- Südamerahu. ('Herzensruhe', Tartu: Loodus 1928)
- Õilis vale. ('Die edle Lüge', Tartu: Loodus 1930)
- Punane ohvitser. ('Der rote Offizier', Tallinn: Aktsioon 1932)
- Vehklemõisa aednik. ('Der Gärtner von Vehklemõisa', Tartu: Noor-Eesti 1936)
- Pime voorus. ('Blinde Tugend', Tartu: Noor-Eesti 1938)
- Kalle Jaanuse kättemaks. ('Die Rache des Kalle Jaanus', Tallinn: Kultuurkoondis 1939)
- Üle parda. ('Über Bord', Augsburg: [Schwäbische Landeszeitung] 1946)
- Ihaldatud silmapilk. ('Der ersehnte Moment', Vadstena: Orto 1950)
- Inimese hoidja. ('Des Menschen Bewahrer', Lund: Eesti Kirjanike Kooperatiiv 1952)
- Laev akna taga. ('Das Schiff hinter dem Fenster', Lund: Eesti Kirjanike Kooperatiiv 1955)
- Torn üle metsa. ('Der Turm über dem Wald', Lund: Eesti Kirjanike Kooperatiiv 1959)
- Laul kõrgel kaldal. ('Lied vom hohen Ufer', Lund: Eesti Kirjanike Kooperatiiv 1962)
- Neiuke läks roosiaeda. ('Die Jungfer ging in den Rosengarten', Lund: Eesti Kirjanike Kooperatiiv 1963)
- Pikerpõld ja Piirapeel. ('P. und P.', Lund: Eesti Kirjanike Kooperatiiv 1968)
- Hullumajast möödumisel. ('Beim Passieren des Irrenhauses', Lund: Eesti Kirjanike Kooperatiiv 1972)

### Kurzprosasammlungen
- Vasema käega. ('Mit der linken Hand', Erzählungen, Tartu: Eesti Kirjanikkude Liit 1934)
- Hädaohtlik tee. ('Der gefährliche Weg', Novellen, Tartu: Noor-Eesti 1937)
- Purustatud pesa. ('Das zerstörte Nest', Erzählungen, Tartu: Ilukirjandus ja Kunst 1940)
- Otsiv hääl. ('Die suchende Stimme', Novellen, Tallinn: A. Tõnisson & Co 1944)
- Päästja. ('Der Retter', Geislingen: Kultuur 1947)
- Hiiekaldal. ('Am Riesenstrand', Geislingen: Kultuur 1948)
- Huupi valitud. ('Willkürlich ausgewählt', Erzählungen, Lund: Eesti Kirjanike Kooperatiiv 1967)
- Laevasõit Leaga. ('Schifffahrt mit Lea', Novellen, Lund: Eesti Kirjanike Kooperatiiv 1973)
- Aiapidu lampioonidega. ('Gartenfest mit Lampions', Lund: Eesti Kirjanike Kooperatiiv 1978)
- Kingitus. ('Das Geschenk', Kurzgeschichten, Lund: Eesti Kirjanike Kooperatiiv 1982)
- Lindude jooginõu. ('Trinknapf für Vögel', Lund: Eesti Kirjanike Kooperatiiv 1990)
- Aedniku armastus. ('Die Liebe des Gärtners', Novellenauswahl, Tallinn: Eesti Raamat 1990)

## Preise
- Henrik-Visnapuu-Preis 1958

## Rezeption in Deutschland
Von Pedro Krusten sind keine ins Deutsche übersetzten Texte publiziert worden. In der unmittelbaren Nachkriegszeit stellte der Übersetzer Wilhelm von Pezold eine Anthologie estnischer Exilliteratur zusammen, in die auch Pedro Krusten aufgenommen war, konnte für seine Übersetzungen aber offenbar keinen Verlag finden. Das Manuskript lagert in der Bibliothek der Carl-Schirren-Gesellschaft in Lüneburg.